# Gerrhopilus depressiceps
Gerrhopilus depressiceps är en ormart som beskrevs av Sternfeld 1913. Gerrhopilus depressiceps ingår i släktet Gerrhopilus och familjen Gerrhopilidae. Inga underarter finns listade i Catalogue of Life.
Arten förekommer på Nya Guinea och på mindre öar i regionen. Honor lägger ägg.